# NGC 4854
NGC 4854 (również PGC 44502) – galaktyka soczewkowata (SB0), znajdująca się w gwiazdozbiorze Warkocza Bereniki. Odkrył ją Heinrich Louis d’Arrest 24 kwietnia 1865 roku.
W galaktyce tej zaobserwowano supernową SN 2009L.